# Саргсян, Давид Альбертович
Дави́д Альбе́ртович Саргся́н (арм. Դավիթ Ալբերտի Սարգսյան; род. 15 февраля 1979, Степанакерт, НКАО, АзССР) — политический и государственный деятель непризнанной Нагорно-Карабахской Республики (НКР). Мэр Степанакерта (2019—2023).

## Биография
Родился 15 февраля 1979 года в Степанакерте. Окончил Степанакертскую среднюю школу № 3 имени Александра Грибоедова в 1996 году.
С 1996 по 2003 год учился на юридическом факультете Университета имени Месропа Маштоца. В течение двух лет, с 1998 по 2000 год, проходил службу в рядах Армии обороны НКР.
В 2001 году начал трудовую деятельность специалистом первого отдела оценки Аскеранского территориального подразделения государственного комитета кадастра недвижимости непризнанной НКР. В следующем году стал главным специалистом отдела оценки Аскеранского территориального подразделения. В 2005 году назначен исполняющим обязанности начальника отдела регистрации недвижимого имущества Госкомитета кадастра недвижимого имущества. С 2005 по 2006 год являлся главным специалистом юридической службы аппарата Государственного комитета кадастра.
В 2006 году стал учредителем предприятий «Ниагара» и «Дженерал Групп». В 2011 году учредил и стал директором компании «Консалт Финанс Групп».
С 2016 года — президент Федерации кикбоксинга НКР.
На выборах 8 сентября 2019 года был избран мэром Степанакерта.

## Личная жизнь
Женат, воспитывает двоих сыновей.